# Inbar Lawi

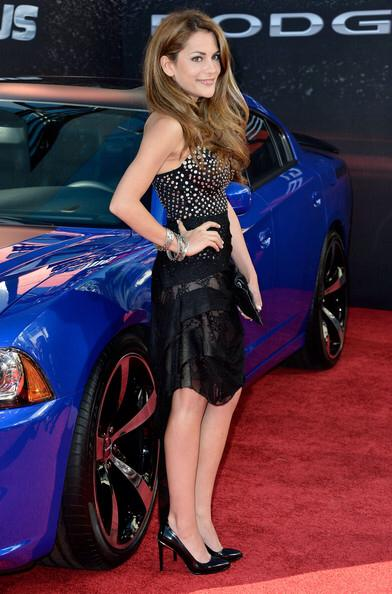
Inbar Lawi na premierze filmu Szybcy i wściekli 6 (2013)

Inbar Lawi (hebr. ענבר לביא, ang. Inbar Lavi, ur. 27 października 1986 w Ramat Ganie) – izraelska aktorka, która wystąpiła m.in. w serialach Lucyfer, Skazany na śmierć, Piętno gangu i filmie Łowca czarownic.

## Filmografia

### Filmy
| Rok  | Tytuł                              | Rola            | Uwagi                                      |
| ---- | ---------------------------------- | --------------- | ------------------------------------------ |
| 2010 | Abelar: Tales of an Ancient Empire | Alana           |                                            |
| 2011 | Street Kings 2: Motor City         | Leilah Sullivan | film DVD                                   |
| 2011 | Getting That Girl                  | Jenna Jeffries  |                                            |
| 2011 | Underground                        | Lillith Trog    |                                            |
| 2012 | For the Love of Money              | Talia           |                                            |
| 2013 | House of Dust                      | Emma            | inny tyt. The Haunting Of Redding Hospital |
| 2015 | Łowca czarownic                    | Sonia           |                                            |
| 2018 | Sorry for Your Loss                | Lori            |                                            |

### Telewizja
| Rok        | Tytuł                             | Rola                  | Uwagi          |
| ---------- | --------------------------------- | --------------------- | -------------- |
| 2008       | Privileged                        | Fiona                 | 1 odc.         |
| 2009       | Podkomisarz Brenda Johnson        | Vanessa Almassian     | 1 odc.         |
| 2009       | Ekipa                             | Sadie                 | 1 odc.         |
| 2009       | Zaklinacz dusz                    | Brianna               | 1 odc.         |
| 2009       | Zabójcze umysły                   | Gina King             | 1 odc.         |
| 2009       | Miasto gniewu                     | Sydney                | 1 odc.         |
| 2010       | CSI: Kryminalne zagadki Miami     | Maya Farooq           | 1 odc.         |
| 2010       | In Plain Sight                    | Flora Montero         | 1 odc.         |
| 2011       | Aniołki Charliego                 | Dominique Berry       | 1 odc.         |
| 2012       | Immigrants                        | Miri Yechiel          | film TV        |
| 2012       | CSI: Kryminalne zagadki Las Vegas | Chastity/Heather Tile | 1 odc.         |
| 2012–2013  | Niskozatrudnieni                  | Raviva                | 12 odc.        |
| 2014       | Piętno gangu                      | Veronica "Vee" Dotsen | 13 odc.        |
| 2014       | Synowie Anarchii                  | Winsome               | 2 odc.         |
| 2015       | Castle                            | Farrah Darwaza        | 1 odc.         |
| 2015       | Ostatni okręt                     | Ravit Bivas           | 6 odc.         |
| 2017–2018  | Oszuści                           | Maddie                | gł. rola       |
| 2017       | Skazany na śmierć                 | Sheba                 | 9 odc.         |
| 2019, 2021 | Lucyfer                           | Ewa                   | w gł. obsadzie |
| 2020       | Stumptown                         | Max                   | 3 odc.         |
| 2021       | Eight Gifts of Hanukkah           | Sarah                 | film TV        |
| 2022       | Fauda                             | Shani Russo           | 12 odc.        |